# 渔夫岛
渔夫岛（德語：Fischerinsel，發音：[ˈfɪʃɐˌʔɪnzl̩] ⓘ）是位於德國首都柏林的一個地區。施普雷河在柏林河段中有一島嶼，北部被稱為博物館島，南部即為渔夫岛。渔夫岛在二戰中受損較輕，但在戰後東德的開發過程中大部分建築都被拆除。

## 外部連結

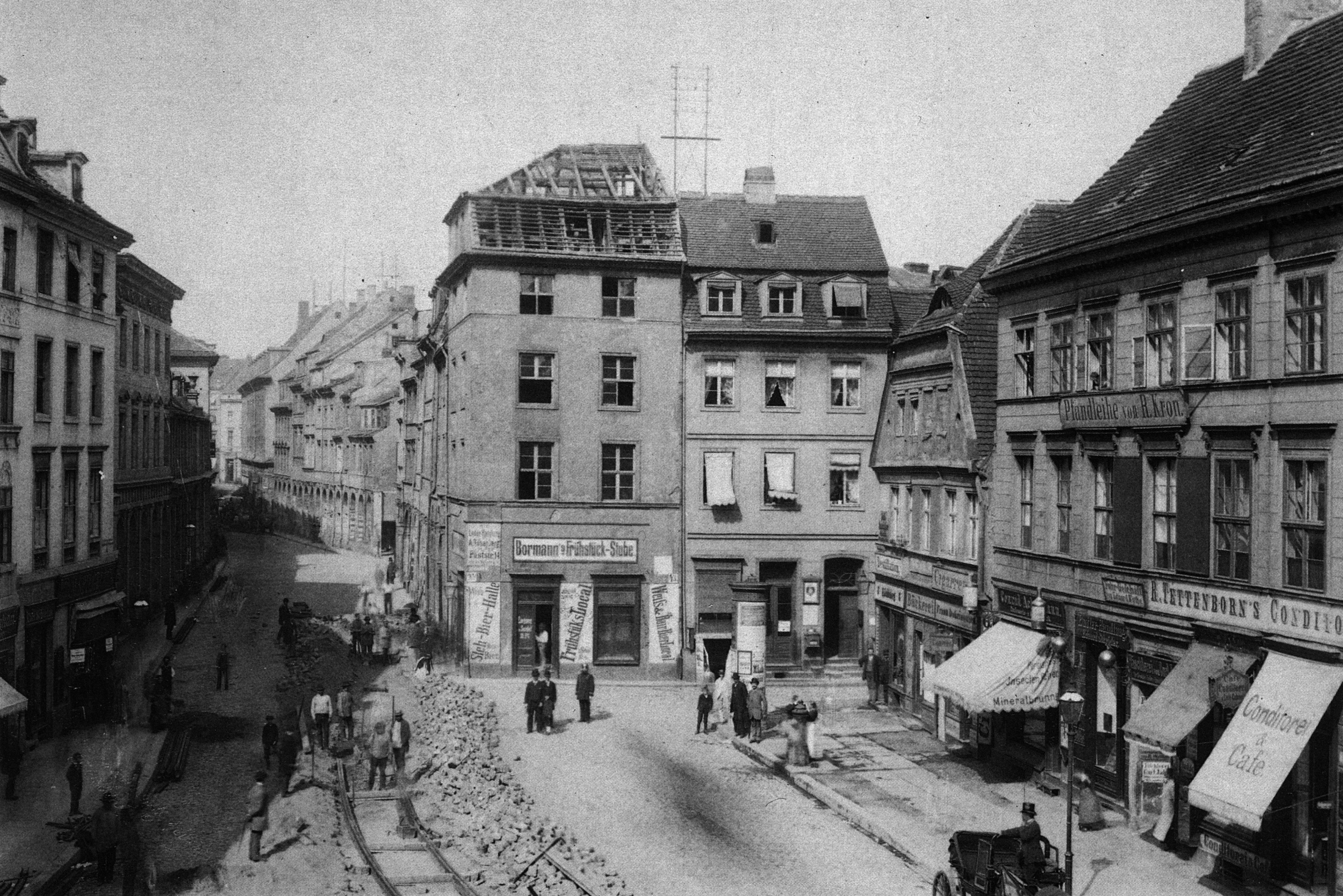

- Fischerinsel and its surroundings on a 1932 Berlin map
- Geschichte von Fischerinsel （页面存档备份，存于）, listing of former street names, Kauperts Straßenführer durch Berlin （德文）

52°30′47″N 13°24′24″E / 52.51306°N 13.40667°E